# Bębnikąt, Hạt Kołobrzeg
Bbnikąt [bɛmbˈnikɔnt] (tiếng Đức: Kölpiner Mühle) là một khu định cư ở khu hành chính của Gmina Rymań, thuộc hạt Kołobrzeg, West Pomeranian Voivodeship, ở phía tây bắc Ba Lan. Nó nằm khoảng 6 kilômét (4 mi) phía tây Rymań, 25 km (16 mi) về phía nam của Kołobrzeg và 83 km (52 mi) về phía đông bắc của thủ đô khu vực Szczecin.
Trước năm 1945, khu vực này là một phần của Đức. Đối với lịch sử của khu vực, xem Lịch sử của Pomerania.